# Yangban
De yangban vormden de eliteklasse van Confucianistiche intellectuele geleerden ten tijde van de Joseondynastie (1398 - 1910) op het Koreaanse schiereiland. De naam yanban betekent letterlijk 'beide klassen', daarmee refererend aan de twee klassen van munban (문반;文班), de geletterde klasse, en muban (무반;武班), de militaire klasse. De betekenis dekte echter niet geheel de lading, ook familie leden van zowel de munban, muban en geleerden behoorden tot de yangban. Sajok (사족;士族) is een term die yangban overlapt met de nadruk op overerving.
Onder de yangban-klasse bevond zich de kleine middenklasse van jungin.
Iemand kon yangban worden door de vereiste staatsexamens af te leggen. Het resultaat van het examen bepaalde de positie die men kon krijgen. In de praktijk kwam dit erop neer dat alleen de rijken aan deze examens deel konden nemen, omdat zij de financiële middelen hadden om zichzelf te wijden aan de studie.
In de eerste eeuwen van de Joseondynastie was de klasse relatief vrij van corruptie. Na de oorlog met Japan (1592 - 1598) stortte het systeem echter al spoedig in, samen met de economie van Korea. De yangban kregen een toelage voor diensten die zij verleenden voor de staat. Yangban waren vaak grootgrondbezitters en daarnaast ontvingen zij soms smeergeld voor het toekennen van posities aan anderen. Ook schrokken sommige yangban er niet voor terug om de kleine man af te persen.